# Les Médiateurs du Pacifique

Les Médiateurs du Pacifique est un documentaire français réalisé par Charles Belmont en 1997 sur la mission de médiation envoyée en Nouvelle-Calédonie par Michel Rocard et dirigée par Christian Blanc à la suite de la prise d'otages d'Ouvéa et de sa répression (1988).

## Fiche technique
- Réalisation : Charles Belmont
- Scénario : Charles Belmont et Olivier Duhamel
- Producteurs : Véronique Cayla, Marin Karmitz
- Producteur exécutif : Yvon Crenn
- Régisseur général et assistant : Bruno Bernard
- Image : Dominique Gentil, Tessa Racine
- Assistant-Caméra : Jean-Yves Bruyas
- Son : Philippe Richard, Alain Garnier, Frédéric Maury
- Montage : Marielle Issartel
- Musique originale : Michel Portal
- Genre : Documentaire
- Sociétés de Production : Institut national de l'audiovisuel, RFO, La Sept Cinéma, MK2 Productions
- Sociétés de Distribution : MKL Distribution
- Dates de sortie :
  -  France : 21 mai 1997[1]